# Kimber Haven
Kimber Haven (Las Vegas, Nevada; 17 de septiembre de 1973) es una actriz pornográfica, modelo erótica, modelo de cámara web y bailarina exótica transexual estadounidense.

## Biografía
Natural de Las Vegas, estado de Nevada, donde nació en septiembre de 1973. Desde muy joven tenía conciencia de su verdadero ser. En el instituto era participante activo de los clubes de Ajedrez, del club preparatorio del anuario, del de Dungeons & Dragons, y pasaba buena parte de su tiempo coleccionando y leyendo cómics. Después de graduarse en el instituto, comenzó a trabajar como luchador de artes marciales mixtas y como guardaespaldas de celebridades. Durante este tiempo, también se casó y crio a un hijo que sirvió más adelante en el Cuerpo de Marines.
Después de retirarse de su carrera como luchador de peso pesado y guardaespaldas, comenzó la terapia de reemplazo hormonal en 2013. Pasó más adelante a participar como modelo de cámara web en sitios para adultos como Chaturbate. Fue contactada por la actriz y directora transexual Wendy Williams, quien la invitó primero a participar en sesiones de modelaje y como bailarina, para más adelante patrocinarla en su ingreso en la industria del cine para adultos a través de su productora, debutando como actriz en 2016, con 43 años.
Como actriz, ha trabajado con estudios como Grooby Productions, Bad Girl Mafia, ManyVids, PureTS, Trans500, clips4sale, Raven Roxx, VIP o Trans Focus entre otros.
En 2019 logró su primera nominación en los Premios XBIZ en la categoría de Artista transexual del año.
Ha grabado más de 40 películas como actriz.

## Premios y nominaciones
| Año  | Ceremonia                  | Resultado | Premio                                  | Obra                 |
| ---- | -------------------------- | --------- | --------------------------------------- | -------------------- |
| 2018 | Fetish Awards              | Nominada  | Artista fetichista transgénero favorita | —                    |
| 2018 | Fetish Awards              | Nominada  | Artista webcam transgénero favorita     | —                    |
| 2018 | Transgender Erotica Awards | Nominada  | Ms. Unique                              | —                    |
| 2019 | Fetish Awards              | Nominada  | Artista webcam transgénero favorita     | —                    |
| 2019 | Nightmoves                 | Nominada  | Mejor artista transexual                | —                    |
| 2019 | Premios XBIZ               | Nominada  | Artista transexual del año              | —                    |
| 2019 | Transgender Erotica Awards | Nominada  | Mejor autoproducción                    | —                    |
| 2019 | Transgender Erotica Awards | Nominada  | Mejor escena chica/chica                | Shemale Apocalypse   |
| 2019 | Transgender Erotica Awards | Nominada  | Mejor modelo cam                        | —                    |
| 2019 | Transgender Erotica Awards | Nominada  | Mejor sitio web de modelo               | —                    |
| 2019 | Transgender Erotica Awards | Nominada  | Ms. Unique                              | —                    |
| 2020 | Premios AVN                | Nominada  | Premio fan: Artista transexual favorita | —                    |
| 2020 | Premios AVN                | Nominada  | Premio fan: Chica trans webcam favorita | —                    |
| 2020 | Transgender Erotica Awards | Nominada  | Mejor autoproducción                    | —                    |
| 2020 | Transgender Erotica Awards | Nominada  | Mejor escena chico/chica                | T-Girl Space Pirates |
| 2021 | Transgender Erotica Awards | Nominada  | Mejor autoproducción                    | —                    |
| 2021 | Transgender Erotica Awards | Nominada  | Ms. Unique                              | —                    |
| 2022 | Transgender Erotica Awards | Nominada  | Mejor autoproducción                    | —                    |